# 2575 Bulgaria
2575 Bulgaria este un asteroid din centura principală, descoperit pe 4 august 1970 de Tamara Smirnova.